# 신흑표당
신흑표당(新黑豹黨, 영어: New Black Panther Party, 약칭: NBPP)은 미국 텍사스주 댈러스에 기반을 두고 설립된 미국의 흑인 정치 단체이다.

## 같이 보기
- 민족주의